# Bibliotheca Palatina

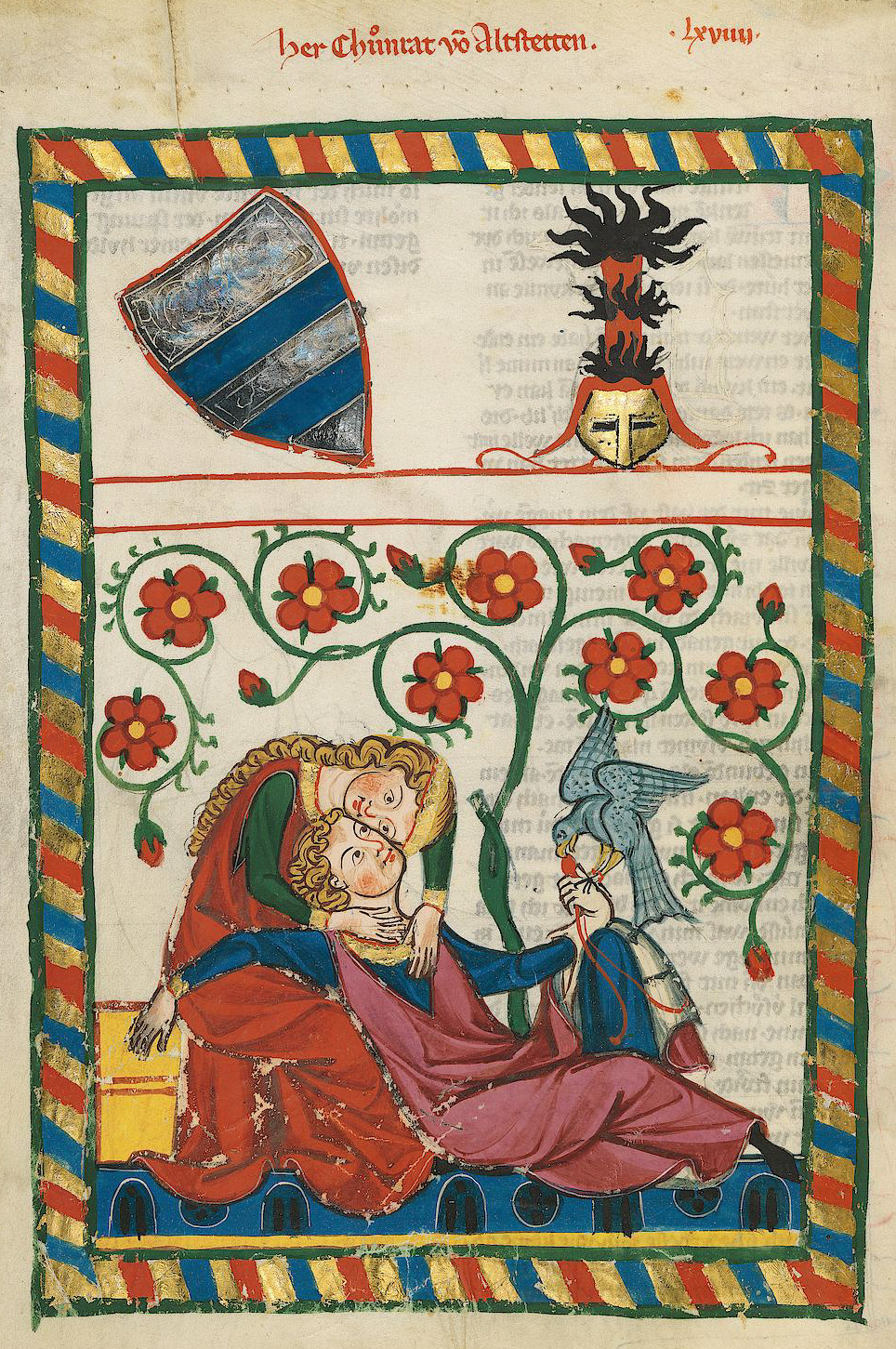
Codex Manesse, Heidelberg, UB, Cod. Pal. 848, fol. 249v: Autorbild Konrads von Altstetten

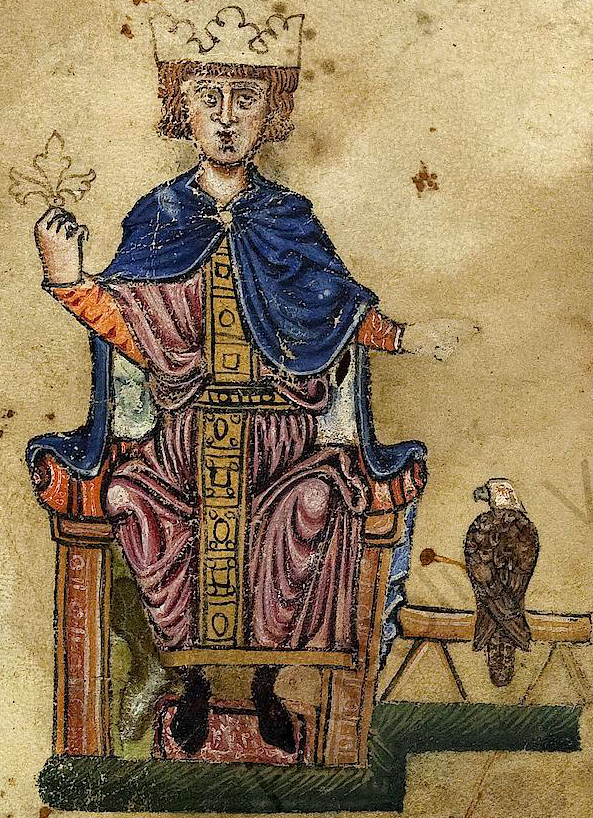
Friedrich II. in seinem Buch De arte venandi cum avibus (Über die Kunst, mit Vögeln zu jagen), BAV, Pal. lat. 1071, fol. 1v

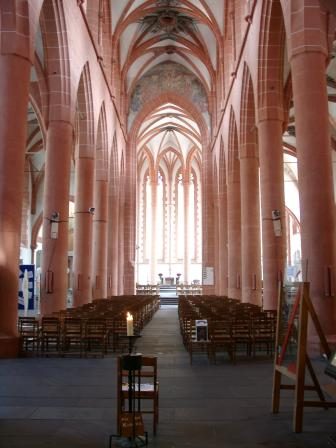
Inneres der Heiliggeistkirche, einstiger Standort der Bibliotheca Palatina

Die Bibliotheca Palatina (lateinisch für „Pfälzische Bibliothek“) in Heidelberg war eine der wichtigsten deutschen Bibliotheken der Renaissance mit umfangreichen Beständen an mittelalterlichen Handschriften und frühen Drucken (Inkunabeln). Die Bestände befinden sich heute zum größten Teil in der Vatikanischen Apostolischen Bibliothek, die deutschen Handschriften in der Universitätsbibliothek Heidelberg.

## Geschichte
Die Ursprünge der Bibliotheca Palatina reichen zurück bis zur Gründung der Universität Heidelberg im Jahr 1386, deren Fakultäten zunächst eigene Bibliotheken besaßen. Auf Kurfürst Ludwig III. von der Pfalz (reg. 1410–1436) geht die Gründung der Stiftsbibliothek an der Heiliggeistkirche in Heidelberg zurück, die den Kern der späteren Bibliotheca Palatina bildete. Aber erst Kurfürst Ottheinrich (reg. 1556–1559) vereinigte die Buchbestände der Universität, der Stiftsbibliothek in der Heiliggeistkirche und der Schlossbibliothek der Kurfürsten von der Pfalz zur eigentlichen Bibliotheca Palatina. Unter den Beständen befanden sich unter anderem das Lorscher Evangeliar aus der Hofschule Karls des Großen, der Codex Manesse (cpg 848) und das Falkenbuch (cpl 1071) von Kaiser Friedrich II. Mit der Vereinigung der Buchbestände schuf Ottheinrich zusammen mit der Einführung der Reformation in der Kurpfalz und der Umwandlung der Universität Heidelberg in eine evangelische Landeshochschule ein protestantisches Zentrum der Lehre. Nach dem Vorbild der Universität Wittenberg stand eine umfangreiche Bibliothek zur Verfügung, die aber im Gegensatz zu der Wittenbergs nicht auf dem Schloss, sondern in der Stadt, in den Emporen der Heidelberger Heiliggeistkirche, Platz fand, wodurch der Zugang für Lehrende und Studenten erleichtert wurde. Nach dem Tode des Augsburgers Ulrich Fugger (1526–1584) gingen 86 weitere zum Teil sehr berühmte Handschriften in den Besitz der Bibliothek über, so die Otfrid-Handschrift (cpl 52) und die Bilderhandschrift des Sachsenspiegels (cpg 164). Mit solch bedeutenden Manuskripten besaß die Bibliotheca Palatina den Charakter einer inoffiziellen Reichsbibliothek und galt zur Zeit ihrer Blüte – nach den Erwerbungen des 16. Jahrhunderts – als die „Mutter aller Bibliotheken“.
Besonders wegen der umfangreichen Sammlung theologischer (überwiegend protestantischer) Literatur galt sie den Katholiken als der Hort der Ketzerei. Als im August 1622 die Kurpfalz von Truppen der katholischen Liga unter Tilly erobert worden war, wollte der bayerische Herzog Maximilian I. die berühmte Bibliothek nach München mitnehmen, musste sie aber Papst Gregor XV. auf dessen ausdrücklichen Wunsch hin überlassen. Nur die Ottheinrich-Bibel und ein Prachtchorbuch Ottheinrichs gelangten nach München. Ab Dezember 1622 wurde der Abtransport nach Rom durch den päpstlichen Gesandten und späteren Bibliothekar der Vaticana, Leone Allacci (1586–1669) organisiert. Auch ausgesuchte Bücher anderer Heidelberger Bibliotheken, so der Privatbibliothek des Kurfürsten, der Universitätsbibliothek, der kurfürstlichen Kanzlei und der Privatbibliothek von Jan Gruter, dem letzten Bibliothekar der Palatina, wurden mitgenommen und auf dem Rücken von 200 Mauleseln über die Alpenpässe nach Italien transportiert.
Im August 1623 übernahm die Bibliotheca Apostolica Vaticana 184 Kisten mit 3.600 Handschriften und 13.000 Druckschriften, die zur Gewichtsverminderung großteils ihrer Einbände beraubt worden waren (Allacci behielt 12 weitere Kisten für sich). Sie wurden im weiteren Verlauf des 17. Jahrhunderts neu eingebunden. Da schon Ottheinrich viele seiner Bücher hatte neu einbinden lassen, sind heute kaum Einbände von vor 1550 in der Palatina zu finden.
Infolge des Frieden von Tolentino musste der Vatikan 500 Codices, darunter auch 38 griechische und lateinische Handschriften der Bibliotheca Palatina, an Frankreich ausliefern. Aufgrund von Vereinbarungen während des Wiener Kongresses wurden diese 38 Bände (bis auf einen, der irrtümlich in Paris verblieb) Ende 1815 an die Universitätsbibliothek Heidelberg gegeben. Nach weiteren Verhandlungen kehrten 1816 auch die deutschsprachigen mittelalterlichen Handschriften, die sogenannten (Codices Palatini germanici, abgekürzt [Cod.] Pal. germ. oder Cpg), nach Heidelberg zurück, wo sie heute eine verhältnismäßig geschlossene und literaturhistorisch bedeutende Sammlung bilden. Eine Schlüsselrolle bei der Rückführung spielte der Bildhauer und Oberaufseher der Kunstschätze des Kirchenstaates Antonio Canova, der den Gedanken des nationalen Kulturgutes sowie das Prinzip der Restitution gegen das damals vorherrschende uneingeschränkte Beuterecht des Siegers durchsetzte. Die übrigen Teile der Palatina (sämtliche Drucke und die fremdsprachigen Handschriften mit Ausnahme von 29 griechischen und 16 lateinischen Codices) liegen noch heute im Vatikan.
Nur wenige hundert Bände, die wohl als Dubletten angesehen worden waren, verblieben in Deutschland. Dort fanden sie den Weg in verschiedene Bibliotheken. Im Jahr 1998 wurden in der Universitäts- und Stadtbibliothek Köln 67 Bände der Bibliotheca Palatina entdeckt. Die Wissenschaftliche Stadtbibliothek Mainz besitzt bedeutende Restbestände der Bibliotheca Palatina, die nach Unterzeichnung des Westfälischen Friedensvertrags von Heidelberg nach Mainz transferiert wurden. Zuvor waren sie Teil der Heidelberger Jesuitenbibliothek. In Mainz wurden die Exemplare auf die Bibliotheken des Jesuitenkollegs und des Noviziats der Oberrheinischen Jesuitenprovinz verteilt. Zu den herausragenden Palatinen in Mainz zählen 63 Exemplare aus der Provenienz von Kurfürst Ottheinrich; sie verteilen sich auf Stadtbibliothek und Gutenberg-Museum. Auch umfangreiche Bestände aus den Bibliotheken der nachfolgenden pfälzischen Kurfürsten haben sich in der Stadtbibliothek erhalten. Hervorzuheben sind des Weiteren Exemplare aus dem Vorbesitz von Ulrich Fugger (1526–1584), Achilles Pirminius Gasser und zahlreicher anderer kurpfälzischer Gelehrter.
Der Rest wird auch heute noch im Vatikan aufbewahrt. Zum 600. Gründungsjubiläum der Ruprecht-Karls-Universität Heidelberg 1986 kamen viele Bücher für eine einmalige Ausstellung an ihren alten Standort zurück.

### Historische Verzeichnisse
Die Bibliothek in der Heidelberger Heiliggeistkirche wurde 1581 katalogisiert. Vor dem Transport über die Alpen nummerierte Allacci die Codices für sein eigenes Verzeichnis und vergab eine Capsanummer, die die jeweilige Transportkiste bezeichnete. Beispielsweise vergab Allacci für die Tagzeiten (cpg 440) aus dem Frankenthaler Skriptorium die Nummer „1328“ und die Capsanummer „C 169“, die die 169. Transportkiste bezeichnete. „C 169“ und „1328“ wurden hier in Tinte auf dem Buchdeckel notiert.

## Digitalisierung
Die deutschen Handschriften der Bibliotheca Palatina wurden bis 2009 komplett digitalisiert und online verfügbar gemacht. Die Drucke stehen in Deutschland bereits seit 1996 als Mikrofiches zur Verfügung. In Kooperation mit dem Vatikan und gefördert von der Manfred-Lautenschläger-Stiftung wurden zwischen 2012 und 2018 auch die lateinischen Codices der ehemals Pfalzgräflichen Bibliothek, die sich in der Biblioteca Apostolica Vaticana befinden, digitalisiert. Es folgte die Digitalisierung der griechischen und hebräischen Handschriften sowie der Handschriften in weiteren Sprachen, so dass seit 2021 alle Handschriften der Bibliotheca Palatina als Digitalisate über das Internet abrufbar sind.

## Kataloge
- Leonard Boyle (Hrsg.): Bibliotheca Palatina, Druckschriften, Microfiche-Ausgabe, München 1989–1995, ISBN 3-598-32880-X (Gesamtwerk), ISBN 3-598-32919-9 (Index)
- Elmar Mittler (Hrsg.): Bibliotheca Palatina, Druckschriften, Katalog zur Mikrofiche-Ausgabe, Band 1–4, München 1999, ISBN 3-598-32886-9
- Enrico Stevenson: Inventario dei libri stampati palatino-vaticani, ed. per ordine di S.S. Leone XIII P.M., 4 Bände, Rom 1886–1891
- Enrico Stevenson: Codices manuscripti Palatini Graeci Bibliothecae Vaticanae descripti praeside I. B. Cardinali Pitra episcopo Portuensi S. R. E. bibliotecario, Rom 1885
- Enrico Stevenson: Codices Palatini Latini Bibliothecae Vaticanae descripti praeside I. B. Cardinali Pitra episcopo Port. S. R. E. bibliothecario, Rom 1886
- Die medizinischen Handschriften der Codices Palatini Latini in der Vatikanischen Bibliothek, beschrieben von Ludwig Schuba, Wiesbaden 1981, Dr. Ludwig Reichert Verlag (Kataloge der Universitätsbibliothek Heidelberg 1), ISBN 3-88226-060-2 (Digitalisat)
- Die Quadriviums-Handschriften der Codices Palatini Latini in der Vatikanischen Bibliothek, beschrieben von Ludwig Schuba, Wiesbaden 1992, Dr. Ludwig Reichert Verlag (Kataloge der Universitätsbibliothek Heidelberg 2), ISBN 3-88226-515-9 (Digitalisat)
- Die historischen und philosophischen Handschriften der Codices Palatini Latini in der Vatikanischen Bibliothek (Cod. Pal. Lat. 921–1078), beschrieben von Dorothea Walz, Wiesbaden 1999, Dr. Ludwig Reichert Verlag (Kataloge der Universitätsbibliothek Heidelberg 3), ISBN 3-89500-046-9 (Digitalisat)
- Die humanistischen, Triviums- und Reformationshandschriften der Codices Palatini latini in der Vatikanischen Bibliothek (Cod. Pal. Lat. 1461–1914), beschrieben von Wolfgang Metzger, Wiesbaden 2002, Dr. Ludwig Reichert Verlag (Kataloge der Universitätsbibliothek Heidelberg 4), ISBN 3-89500-214-3 (Digitalisat)
- zu Katalogen der deutschen Handschriften siehe Codex Palatinus Germanicus